# Burgsinn Betriebsbahnhof
Burgsinn Betriebsbahnhof (in der Planungsphase auch Überholbahnhof Burgsinn) ist ein Betriebsbahnhof der Schnellfahrstrecke Hannover–Würzburg nahe der unterfränkischen Gemarkungen Burgsinn und Rieneck.
Die Grenzen des Bahnhofs (Einfahrsignale) liegen bei den Streckenkilometern 282,316 und 285,495. Die Bahnanlage umfasst 6 Ein- und 12 Ausfahrsignale sowie 22 Weichen.
Er dient als Überhol- und Betriebsbahnhof und verknüpft die Neubaustrecke mit der Bestandsstrecke Bahnstrecke Flieden–Gemünden. Er ist der aufwändigste Überhol- und Betriebsbahnhof der Strecke.

## Lage und Aufbau
Die 2,7 km lange und bis zu 57 m breite Bahnhofsanlage verläuft in Nord-Süd-Richtung und verfügt über eine Reihe von Gleisen:
- Die durchgehenden Hauptgleise der Schnellfahrstrecke liegen mittig und können planmäßig mit bis zu 280 km/h befahren werden.
- Beidseitig an die Hauptgleise schließt sich je ein Überholgleis an.
- Auf der Westseite schließen sich daran weitere Gleise an[4], darunter ein Abstellgleis[2]. In das unmittelbar westlich der durchgehenden Hauptgleise liegende Überholgleis fädeln im Nord- und Südkopf der Anlage die Verknüpfungsgleise zur Bestandsstrecke ein und aus.[4][5] Die beiden Verknüpfungsgleise weisen jeweils eine Längsneigung von 12,5 Promille auf. Das nördliche Gleis wurde dabei aus signaltechnischen Gründen möglichst nahe an den Personenbahnhof Burgsinn herangeführt.[1]

Die Mindestnutzlänge der Überholgleise liegt bei 750 m. Darüber hinaus wurden ein Abstellgleis und mehrere Gleisstutzen angelegt.
Die Trasse beschreibt am Nordkopf in südlicher Richtung zunächst eine Gerade, die in eine Linkskurve von 5.300 m Kurvenradius übergeht. Anschließend folgt, bis zum angrenzenden Sinnbergtunnel, eine weitere Gerade. Die Gradiente fällt im gesamten Verlauf des Bahnhofs dabei in südlicher Richtung mit durchgehend 1,5 Promille ab.
In der großräumigeren Betrachtung konnte der vorgesehene Betriebsbahnhof aufgrund zahlreicher Zwangspunkte (Bebauung der Ortschaften Obersinn, Mittelsinn und Burgsinn, der Flusslauf der Sinn, die Nord-Süd-Strecke sowie die Staatsstraße 2304) nur an seinem heutigen Standort Platz finden. Die Lage des Bahnhofs wird im Westen durch die Bestandsstrecke Flieden–Gemünden sowie das Flussbett der Sinn vorgegeben, im Osten durch einen steil abfallenden Berghang. Östlich der Anlage wurde ein bis zu 40 m tiefer Einschnitt in klüftigem Buntsandstein und Tonsteinlagen in horizontaler Schichtung errichtet. Etwa in der Bahnhofsmitte liegt, auf der Westseite, ein Stellwerk der Bauart Sp Dr S600.
Der Betriebsbahnhof liegt dabei etwa drei Kilometer südlich des Personenbahnhofs Burgsinn. Nördlich schließt sich an die Anlage der Burgsinntunnel an, im Süden der Sinnbergtunnel.

## Geschichte

### Planung
Der heutige Standort bot sich aus baulicher und betrieblicher Sicht an, da er eine besonders günstige Verknüpfung von Neubau- und Altstrecke ermöglicht. Die genaue Höhenlage war Gegenstand vertiefter Untersuchungen.

### Bau
Der Bauarbeiten begannen 1980. Beauftragt wurde das Unternehmen Ebersberger; die Auftragssumme betrug 10,5 Millionen D-Mark. In der Planungs- und Bauphase lag der Bahnhof im Bereich der Baukilometer 266,000 bis 268,700.
Der Bahnhof war als eines der ersten Großbauwerke der Schnellfahrstrecke im Bau. Die Buntsandstein-Bänke wurden, entsprechend dem Schwächeprofil des Felses, bankweise abgetragen und eine Stufenstruktur geschaffen. Für seine Errichtung wurden 900.000 m³ Massen bewegt, davon 250.000 m³ Fels (Buntsandstein). Die Überschussmassen wurden auf der Deponie Neuserts abgelagert.
Bereits im August 1985 waren am Betriebsbahnhof Gleise und Weichen gelegen. Der Gleisbau im Südabschnitt Fulda–Würzburg begann im Betriebsbahnhof mit der Verlegung der Verbindungsgleise von der Bestandsstrecke. Von dort wurden die Fahrgleise der Neubaustrecke anschließend in beiden Richtungen vorgetrieben.
Neben dem Bahnhof entstand ein Biotop.
Ursprünglich war eine Fernsteuerung des Stellwerks aus dem Zentralstellwerk in Würzburg vorgesehen. Eine örtliche Bedieneinrichtung sollte eine Ortsbedienung bei Bau- und Unterhaltungsarbeiten ermöglichen. Das bis heute (Stand: 2023) jedoch ortsbediente Stellwerk ging am 9. Mai 1988 offiziell in Betrieb.

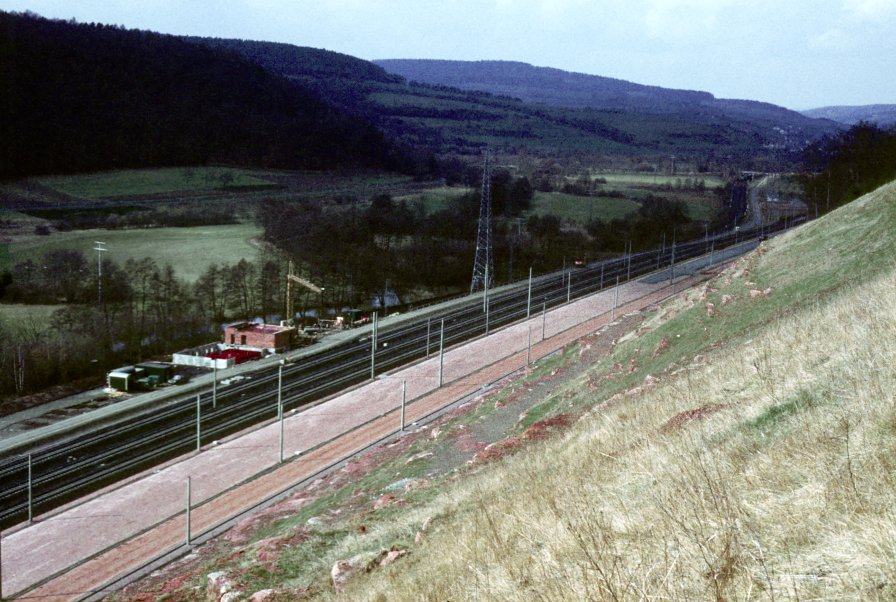
Bauzustand im Mai 1985: Der Hang ist bereits begrünt, das Planum angelegt und das Stellwerksgebäude im Bau
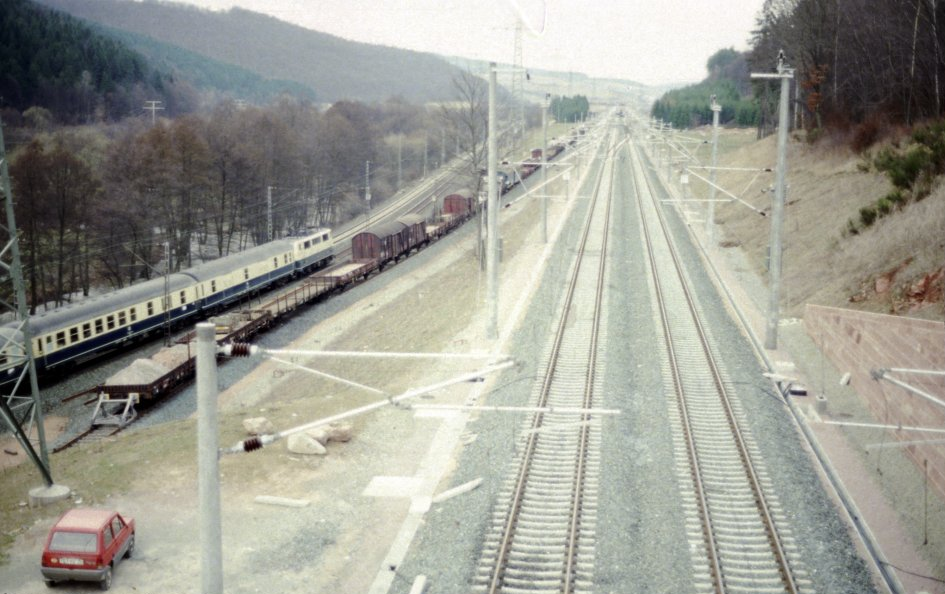
Im April 1986 sind die durchgehenden Hauptgleise gelegt. Die südliche Verbindung zur Bestandsstrecke ist noch nicht mit dieser verbunden.
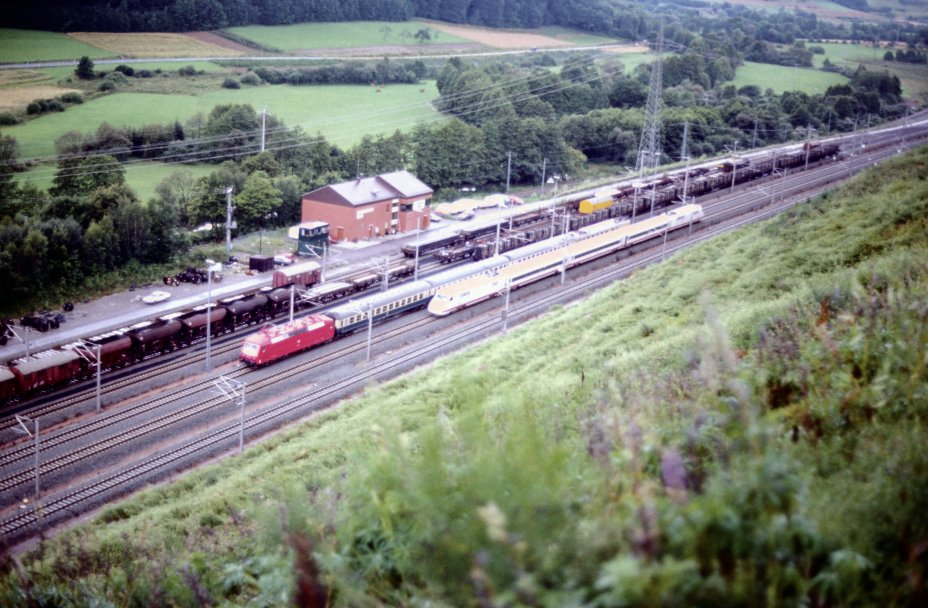
Mehrere Versuchszüge, darunter der InterCityExperimental, für den Probebetrieb im Südabschnitt der Strecke im Bahnhof (1987)
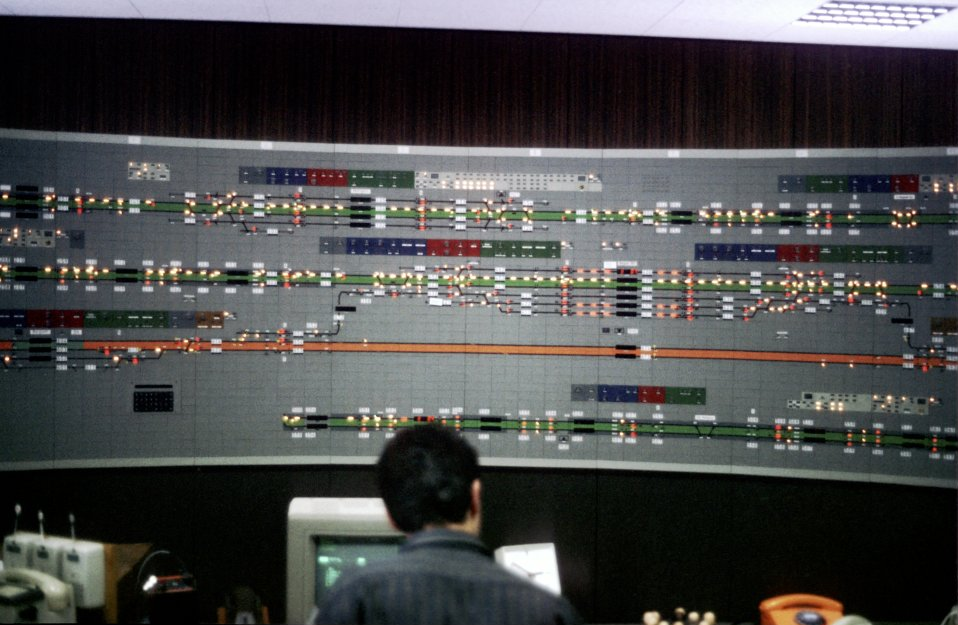
Stelltafel des Stellwerks Burgsinn (1988)

Im Verkehrsmuseum Nürnberg wurde Mitte der 1980er Jahre eine 6 × 1,60 m große Modellbahnanlage ausgestellt, die den geplanten Streckenabschnitt zwischen Burgsinn und Gemünden am Main im Maßstab 1:220 zeigte.

### Betrieb
Aufgrund von Sanierungsarbeiten am Stellwerk kam es Ende Dezember 2021 zur Betriebseinschränkungen.